# Mirtefamilie
De mirtefamilie (Myrtaceae) is een familie van tweezaadlobbige planten. Bekende vertegenwoordigers zijn Eucalyptus, mirte en de rode lampenpoetser. Een heel bekend product is kruidnagel (iets minder bekend is piment), maar ook vruchten zoals de feijoa en guave behoren tot deze familie.
Het is een grote familie van enkele duizenden soorten bomen en struiken. De familie is tamelijk stabiel in haar omschrijving, al worden wel regelmatig kleine families afgesplitst of weer ingevoegd. De interne taxonomie wil ook nog weleens wisselen, in welke geslachten al dan niet erkend worden.
In het Cronquist-systeem (1981) is de plaatsing eveneens in de orde Myrtales.
De volgende soorten worden in Wikipedia behandeld:
- Rode lampenpoetser (Callistemon citrinus)
- Cidergomboom (Eucalyptus gunnii)
- Blauwe gomboom (Eucalyptus globulus)
- Suikereucalyptus (Eucalyptus viminalis)
- Pitomba (Eugenia luschnathiana)
- Arazá (Eugenia stipitata)
- Surinaamse kers (Eugenia uniflora)
- Feijoa (Feijoa sellowiana)
- Pohutukawa (Metrosideros excelsa)
- Mirte (Myrtus communis)
- Jaboticaba (Myrciaria cauliflora)
- Piment (Pimenta dioica)
- Coronilla (Psidium acutangulum)
- Aardbeiguave (Psidium cattleianum)
- Costa Rica-guave (Psidium friedrichsthalanium)
- Guave (Psidium guajava)
- Djamboe aer (Syzygium aqueum)
- Kruidnagelboom (Syzygium aromaticum)
- Jambolan (Syzygium cumini)
- Djamboe aer mawar (Syzygium jambos)
- Djamboe bol (Syzygium malaccense)
- Djamboe semarang (Syzygium samarangense)
- Syzygium sandwicense
- Verticordia spicata

## Een lijst van geslachten (volgens Watson & Dallwitz)
Acca,
Accara,
Acmena,
Acmenosperma,
Actinodium,
Agonis,
Allosyncarpia,
Aluta,
Amomyrtella,
Amomyrtus,
Angasomyrtus,
Angophora,
Archirhodomyrtus,
Arillastrum,
Astartea,
Asteromyrtus,
Austromyrtus,
Backhousia,
Baeckea,
Balaustion,
Barongia,
Basisperma,
Beaufortia,
Blepharocalyx,
Callistemon,
Calothamnus,
Calycolpus,
Calycorectes,
Calyptranthes,
Calyptrogenia,
Calythropsis,
Calytrix,
Campomanesia,
Carpolepis,
Chamelaucium,
Chamguava,
Choricarpia,
Cleistocalyx,
Cloezia,
Conothamnus,
Corymbia,
Corynanthera,
Cupheanthus,
Cyathostemon,
Darwinia,
Decaspermum,
Eremaiea,
Ericomyrtus,
Eucalyptopsis,
Eucalyptus,
Feijoa (Acca),
Gomidesia,
Hexachlamys,
Homalocalyx,
Homalospermum,
Homoranthus,
Hottea,
Hypocalymma,
Kania,
Kjellbergiodendron,
Kunzea,
Lamarchea,
Legrandia,
Leptospermum,
Lindsayomyrtus,
Lophomyrtus,
Lophostemon,
Luma,
Lysicarpus,
Malleostemon,
Marlierea,
Melaleuca,
Meteoromyrtus,
Metrosideros,
Micromyrtus,
Mitranthes,
Mitrantia,
Monimiastrum,
Mosiera,
Myrceugenia,
Myrcia,
Myrcianthes,
Myrciaria,
Myrrhinium,
Myrtastrum,
Myrtella,
Myrteola,
Myrtus,
Neofabricia,
Neomitranthes,
Neomyrtus,
Ochrosperma,
Octamyrtus,
Osbornia,
Paramyrciaria,
Pericalymma,
Phymatocarpus,
Pileanthus,
Pilidiostigma,
Piliocalyx,
Pimenta,
Pleurocalyptus,
Plinia,
Pseudanamomis,
Psidium,
Purpureostemon,
Regelia,
Rhodamnia,
Rhodomyrtus,
Rinzia,
Ristantia,
Scholtzia,
Siphoneugena,
Sphaerantia,
Stereocaryum,
Syncarpia,
Syzygium,
Tepualia,
Thryptomene,
Tristania,
Tristianopsis,
Ugni,
Uromyrtus,
Verticordia,
Waterhousea,
Welchiodendron,
Whiteodendron,
Xanthomyrtus,
Xanthostemon